# Синът на ловеца на мечки
„Синът на ловеца на мечки“ (оригинално заглавие на немски: Der Sohn des Bärenjägers) е роман от немския писател Карл Май. Книгата е написана през 1887 г. Нейно продължение е романът „Призрака на Ляно Естакадо“.

## Сюжет
Внимание:  Текстът по-долу разкрива сюжета на произведението (или части от него)!
Действието се развива в Дивия запад . Ловецът на мечки Бауман попада в плен на сиусите-огелала и го грози смърт – малко по-рано легендарният уестман  Олд Шетърхенд е убил (в честен бой, защитавайки живота си) един от най-личните мъже в племето, заради което сиусите са враждебно настроени към всички бели. Младият индианец Вокаде, осиновен не по своя воля от сиусите след измирането на собственото му племе, с риск за живота си известява сина на Бауман за случилото се. Шестнадесетгодишният Мартин не се поколебава да тръгне да спасява баща си. Придружаван е от известните уестмани Хобъл Франк, Дългия Дейви и Дебелия Джими, а също и от свободния негър Боб, който живее със семейство Бауман и е силно привързан към тях. Към групата се включват Олд Шетърхенд и Винету. Благодарение на тези двама прословути мъже, в похода срещу коварните сиуси-огелала се присъединяват и мъже от племената шошони и упсароки. Драматичният финал се развива в Йелоустоун: сиусите са победени; загиват вождът им и двама воини, посегнали на живота на Вокаде и Мартин; ловецът на мечки е спасен. Победителите обаче не желаят повече кръвопролития и подаряват живота и свободата на пленените огелаласи. Сключен е мир.

## Герои
- Олд Шетърхенд: прочут следотърсач, невероятно умел в боравенето с оръжие и в ръкопашния бой (името Шетърхенд – от англ. Shatterhand, с което го наричат, се превежда като „Поразяващата ръка“). Проницателен, дипломатичен и миролюбив, той се бие само, когато е застрашен живота му и обикновено само обезврежда противниците си, без да ги убива. Уважаван е от уестмани и индианци. Немец по произход. Външният му вид е необичайно спретнат за Дивия запад и при първа среща често бива приеман от опитните уестмани за новак.
- Винету: индиански вожд от племето апачи. Почитан навред, многобройните му качества и достойнства са измерими само с тези на Олд Шетърхенд. Двамата са кръвни братя и почти винаги са заедно.
- Бауман: става ловец на мечки, след като гризли убива жена му и малката му дъщеря. Известен със смелостта си. Нает за водач от група търсачи на скъпоценни камъни бива пленен от сиусите-огелала и го очаква смърт, но накрая е спасен. Немец по произход.
- Мартин Бауман: шестнадесетгодишният син на Бауман. На шест години остава без майка, свидетел е на трагедията със сестра си и едва успява да се спаси от мечката гризли. Отглеждан от баща си, той също става опитен ловец на мечки.
- Хобъл Франк: съдружник на Бауман, близък негов приятел. Грижи се за общия им магазин, когато Бауман е на лов. Немец по произход, той е наричан Хобъл Франк (от англ.: hobble – куцане), защото накуцва след като индианец открадва от него пушка и го прострелва в крака. В края на романа Франк успява да получи възмездие, когато открива своя нападател сред сиу-огелаласите, пленили Бауман. Хобъл Франк е забавна фигура: въпреки претенциите си, често прави неволни каламбури, допуска езикови и фактологически грешки. Въпреки това, дребничкият саксонец неведнъж доказва качествата си на добър уестман.
- Дългия Дейви: прочут уестман, американец. Опитен следотърсач. Наричан е Дългия Дейви, заради високото си, извънредно слабо телосложение. Неразделен приятел с Дебелия Джими.
- Дебелия Джими: не по-малко прочут уестман, от немски произход. Наричан е Дебелия Джими, заради ниската си, много пълна фигура. Заедно с Дългия Дейви образуват доста комична на вид двойка, но качествата им на уестмани са неоспорими.
- Боб: свободен негър, живее заедно със семейство Бауман. С „исполински ръст“, но по-скоро наивно и незряло поведение; често се озовава в ситуации, които будят усмивки дори у въздържаните индианци. Силно привързан към семейство Бауман, той доказва, че е способен на изключителни прояви на смелост в критични ситуации.
- Вокаде: племенник на вожда на индианското племе мандани; след измирането на племето е осиновен от сиусите не по своя воля. Макар да не е навършил дори двадесет години, той е получил правото да носи отличителни белези за вожд, тъй като е убил бял бизон – изключително рядко животно. Вокаде не одобрява постъпките на сиусите и помага на Мартин Бауман в спасяването на баща му.
- Шошони: индианско племе, което се присъединява към групата за освобождаване на ловеца на мечки благодарение на Олд Шетърхенд и Винету.
- Упсароки: група представители на индианското племе с това име са обграбени (и по този начин опозорени) от сиу-огеласи. Те търсят отмъщение и отново благодарение на Олд Шетърхенд и Винету решават да се включват в похода срещу сиусите.
- Сиуси-огелала (Сиу-огелаласи): индианско племе; многобройни и смели воини, но способни на коварство и жестокост, заради което печелят много врагове. Накрая вождът им и другите най-отявлени отрицателни герои намират смъртта си, а останалите са помилвани от Олд Шетърхенд.

## Особености на романа
- В „Синът на ловеца на мечки“ участват герои (Олд Шетърхенд, Винету), които се срещат и в други произведения на Карл Май.
- Двойката Дългия Дейви – Дебелия Джими силно напомня двойката Пит Холбърз – Дик Хамердъл от романа „Капитан Кайман“ на същия автор.
- В образите на героите Карл Май залага много контрасти и крайности, които ефектно се допълват:
  - Неразделните приятели Джими и Дейви с техните разпознаващи се фигури;
  - Дългия Дейви и неговото ниско муле;
  - Дебелия Джими и неговата „висока едрококалеста кранта“;
  - Крайно идеализираните Олд Шетърхенд и Винету, заедно с техните коне – двамата мъже са кръвни братя и най-добри приятели, и двамата съчетават неповторими физически и душевни качества; техните коне – Хататилда (Светкавица) и Илчи (Вятър), са братя и също са невероятни представители на рода си.
- Опитните уестмани и индианци са представяни с почти свръхестествени способности – те могат безпогрешно да разчитат оставените следи, забелязвайки и най-малката подробност; имат извънредно изострени сетива (в глава 6 се казва, че опитният уестман „ще различи съвсем сигурно дали сухото листо само̀ е паднало или е било съборено от невниманието на някой притаен враг.“)
- Прави впечатление силното присъствие в Дивия запад на сънародници на автора – в глава 8 край лагерния огън на белите се говори само на немски, тъй като четирима от героите са родени в Германия, а другите двама разбират достатъчно езика.